# Crête sphénoïdale
La crête sphénoïdale  est une saillie osseuse qui parcourt médialement la face inférieure (la crête sphénoïdale inférieure) et la face antérieure (la crête sphénoïdale antérieure) du corps du sphénoïde. 
A l'union des deux parties se projette sur l'avant un bec osseux : le rostre sphénoïdal. 
La partie inférieure s’insère entre les deux ailes du vomer. La partie antérieure s'articule avec le bord postérieur de la lame perpendiculaire de l'os ethmoïde.  